# Kopete
Kopete är ett direktmeddelandeprogram till KDE, men som också kan köras i en rad andra miljöer. Dess senaste stabila version är 1.2.3. 

## Protokoll som stöds
- MSN
- Jabber / Google talk
- ICQ / OSCAR / AIM (I grunden samma protokoll)
- IRC
- Gadu-Gadu
- Novell Groupwise
- Yahoo
- SMS
- Skype
- QQ
- SMS (Textmeddelanden till mobiltelefoner, använder något av programmen SMSSend eller SMSClient för kontakt med mobiltelefonnätet)
- WinPopup

## Historia
- 2001-12-26 - Duncan Mac-Vicar Prett beslutar sig för att skriva en icq-klient för KDE då företaget som skapade ICQ, Mirabilis, hade ändrat sitt protokoll och renderade LICQ som han då använde oanvändbart. Som grund för programmet använde han en pluginstruktur från mediaspelaren Noatun. Nick Betcher hakar på projektet och skriver en AIM-klient. Ett grundstöd för .Net Messenger skapas även.

- 2002-03-03 - Kopete 0.2 släpps.

- 2002-04-05 - Kopete 0.3 släpps. Nya funktioner introduceras så som en IRC-plugin av Nick Betcher, Emoticons och användarhistorik. Flera utvecklare inklusive Martijn Klingens, som blir ansvarig för en total omskrivning av programmet Kopete.

- 2002-06-01 - Kopete 0.4 släpps. En ny Jabber-plugin av Daniel Stone skrivs. Stora omstruktureringar tack vare Martijn Klingens och Ryan Cumming.

- 2002-06-16 - Kopete 0.4.2 släpps.

- 2002-09-30 - Kopete 0.5 släpps. Olivier Goffart blir medlem av utvecklingsteamet, och tillsammans med Martijn Klingens åtar han sig att göra .NET Messenger Service-pluginen funktionsrik.

- 2003-02-09 - Kopete 0.6 släpps.

- 2003-08-03 - Kopete 0.7 släpps efter en lång väntan med många nya funktioner, till exempel multikonton för en användare. ICQ-Pluginen ändrar backend till en helt nyskriven av Tom Linksy med hjälp från Stefan Geh. Denna delas med AIM-pluginen. Jason Keirstead skrev om hela IRC-pluginen så den beter sig som en helt vanlig plugin.

- 2003-08-11 - Kopete 0.7.1 släpps.

- 2003-08-31 - CVS HEAD flyttas till under KDE:s officiella arkiv.

- 2003-09-09 - Kopete 0.7.2 släpps. Inkluderar stöd för MSN:s nya protokoll.

- 2003-10-08 - Kopete 0.7.3 släpps med stöd för nya protokolländringar av Yahoo.

- 2003-11-11 - Kopete 0.7.4 släpps med fixar för .NET Messenger Service protocol.

- 2004-12-17 - Kopete 0.9.2 släpps.

- 2005-03-16 - Kopete 0.10.0 släpps och är officiellt inkluderat i KDE 3.4.

- 2005-08-08 - Kopete 0.10.3 släpps.

- 2005-10-13 -  Kopete 0.10.4 släpps och är inkluderat i KDE 3.4.3.

- 2005-11-29 - Kopete 0.11 släpps och är inkluderat i KDE 3.5.

- 2008-01-29 - Kopete 0.50 släpps och är inkluderat i KDE 4.0

- 2008-08-03 - Kopete 0.50.80 släpps och är inkluderat i KDE 4.1.0. Ändringar i bl.a. hanteringen av Uttryckssymboler och status kan nämnas framför att en hel hög med små fellagningar applicerats.